# 1366
1366 (MCCCLXVI) fue un año común comenzado en jueves del calendario juliano, en vigor en aquella fecha.

## Acontecimientos
- 8 de mayo Pedro IV de Aragón donó a D. Pedro Jordán de Urriés el castillo y villa de Ayerbe y sus términos.
- La fábrica de cerveza Stella Artois es fundada en Lovaina, Bélgica.

## Nacimientos
- Francisco I Gonzaga, condottiero italiano y señor de Mantua entre 1382 y 1407.

## Fallecimientos
- 30 de junio - Suero Gómez de Toledo, arzobispo de Santiago de Compostela y asesinado por orden de Pedro I de Castilla.
- Enrique Enríquez el Mozo, Adelantado mayor de la frontera de Andalucía y bisnieto de Fernando III de Castilla.
- Ramón Berenguer I de Ampurias, infante de Aragón e hijo del rey Jaime II de Aragón.
- Taddeo Gaddi, pintor y arquitecto italiano (n. 1300).
- Enrique Suso, beato alemán (n. 1300).